# Bruno Gutiérrez
Bruno Giuliano Gutiérrez Vilches (* 25. Juli 2002 in La Calera) ist ein chilenischer Fußballspieler. Der Abwehrspieler gewann 2023 mit der U-23-Nationalmannschaft die Silbermedaille bei den Panamerikanischen Spielen und wurde 2022 chilenischer Meister.

## Karriere

### Verein
Bruno Gutiérrez spielte in der Jugend vom CSD Colo-Colo und wurde 2020 an den brasilianischen Verein EC Bahia verliehen, jedoch von Colo-Colos Trainer Gustavo Quinteros aufgrund der COVID-19-Pandemie frühzeitig zurückgeholt. Stattdessen wurde Gutiérrez im November 2020 für die restliche Saison an Deportes Iquique verliehen. Nach seiner Rückkehr zu den Caciques debütierte Gutiérrez im Mai 2021 gegen Ñublense. In der Saison 2021 gewann Gutiérrez mit den Albos die Copa Chile und im Folgejahr die Meisterschaft 2022. 2023 konnte Colo-Colo mit Gutiérrez erneut den Pokal gewinnen.

### Nationalmannschaft
Bruno Gutiérrez durchlief verschiedene Jugendmannschaften Chiles. Mit der U-17-Nationalmannschaft spielte er bei der Südamerikameisterschaft 2019 und wurde nur aufgrund der Tordifferenz hinter Argentinien zweiter. Dadurch qualifizierte sich die Jugendauswahl der La Roja für die Weltmeisterschaft, bei der Gutiérrez und sein Team im Achtelfinale an Gastgeber Brasilien scheiterten.
Gutiérrez wurde 2023 in den Kader der U-23 für die Panamerikanische Spiele in Santiago berufen. Das Team gewann bei dem Turnier die Silbermedaille.

## Erfolge
Colo-Colo
- Primera División: 2022
- Copa Chile: 2021, 2023
- Supercopa de Chile: 2022

Chile U23
- Silbermedaille bei den Panamerikanischen Spielen: 2023